# سعيد تقي الدين
سعيد محمود تقي الدين (15 مايو 1904 - 10 فبراير 1960) كاتب قصصي ومسرحي وصحفي وناشط ورجل أعمال لبناني. ولد في بعقلين بقضاء الشوف، ترأس «جمعيّة العروة» السياسيّة 1923. تخرّج من الجامعة الأميركيّة في بيروت 1925. كان رئيسًا لجمعية خريجي الجامعة الأمريكية في بيروت. هاجر إلى الفيليبين وانصرف إلى التجارة حتى منتصف الأربعينات حين أسّس الجمعيّة السوريّة اللبنانيّة وترأسها، عين قنصل لبنان في مانيلا 1943، عاد إلى بعقلين 1948 وتولى رئاسة جمعيّة متخرجي الجامعة الأميركيّة 1948 ـ 1952. كان عضوا في الحزب السوري القومي الاجتماعي 1951، كما شغل منصب عميد الإعلام والشؤون الخارجية في الحزب السوري القومي الاجتماعي (SSNP) لفترة وجيزة. وهو مؤسّس جمعيّة كلّ مواطن خفير ومن مؤسسي جمعيّة أهل القلم، نشر العديد من المقالات السياسيّة في الدوريّات الكبرى، ترأس تحرير مجلة الكليّة الانكليزيّة عدّة سنوات، وجريدة صدى لبنان بضعة أشهر، اغترب من جديد إلى المكسيك فكولومبيا 1958 وتوفي هناك بسبب نوبة قلبية. من آثاره مسرحيّات وعشرات القصص القصيرة. عُرفت مسرحياته بتصوير مواضيع سياسية واجتماعية وفلسفية مختلفة.

## سيرته
ولد سعيد بن محمود بن سعيد بن محمود بن حسين في 15 مايو 1904 في بعقلين وتلقی علومه الأولية فيها ثم في المدرسة الأنطونية في بعبدا، ثم في الجامعة الأميركية في بيروت من سنة 1917 حتى 1925. وبعد تخرجه سافر إلى الفلبين يعمل في التجارة ويدير قنصلية لبنان في مانيلا. وعاد إلى لبنان سنة 1947 فكثر إنتاجه الأدبي ورأس جمعية خريجي الجامعة الأميركية (1949 - 1952)، وأسهم في تأسيس نادي خريجي الجامعة الأميركية، وكان من أعضاء اللجنة الوطنية اللبنانية مع المهندس ميشال سماحة، وألف لجنة كل مواطن خفير، وعمل في الحزب القومي الاجتماعي في مراكز مسؤولة، ثم ختم حياته بهجرة ثانية إلى المكسيك في 1958 ثم كولومبيا حيث توفي إثر نوبة قلبية في جزيرة سان اندرس في 10 شباط 1960 (أو يقال 9 شباط) ونقل ذروة رفاته إلى مسقط رأسه بعقلين سنة 1971.

## مؤلفاته
صدر عنه وعن أدبه كتب منها كتاب جان ديّه سعيد تقي الدين وكتاب أدفيغ شيبوب سعيد تقي الدين، سيرته وإنتاجه. كتب مئات المقالات التي نشرت في الصحف، وألف ست مسرحات كان أولها لولا المحامي، وقصد أصدرت له دار النهار مجموعة كاملة ضمت مؤلفاته ومقالاته الأدبية والسياسية في 6 أجزاء سنة 1969». له القصص والمسرحيات :
- لولا المحامي
- حفنة ريح
- نخب العدو
- المنبوذ

والمقالات الأدبية والسياسية والخطب والرسائل. وله العشرات من القصص القصيرة.

## حياته الشخصية
تزوج في الفلبين من العازفة بياتريس جوزف (بئاتريس تقي الدين) وهي أصلها من زحلة ورزق ابنة وحيدة هي العازفة ديانا.

## وصلات خارجية
- سعيد تقي الدين في sakhrit